# 브레조비차

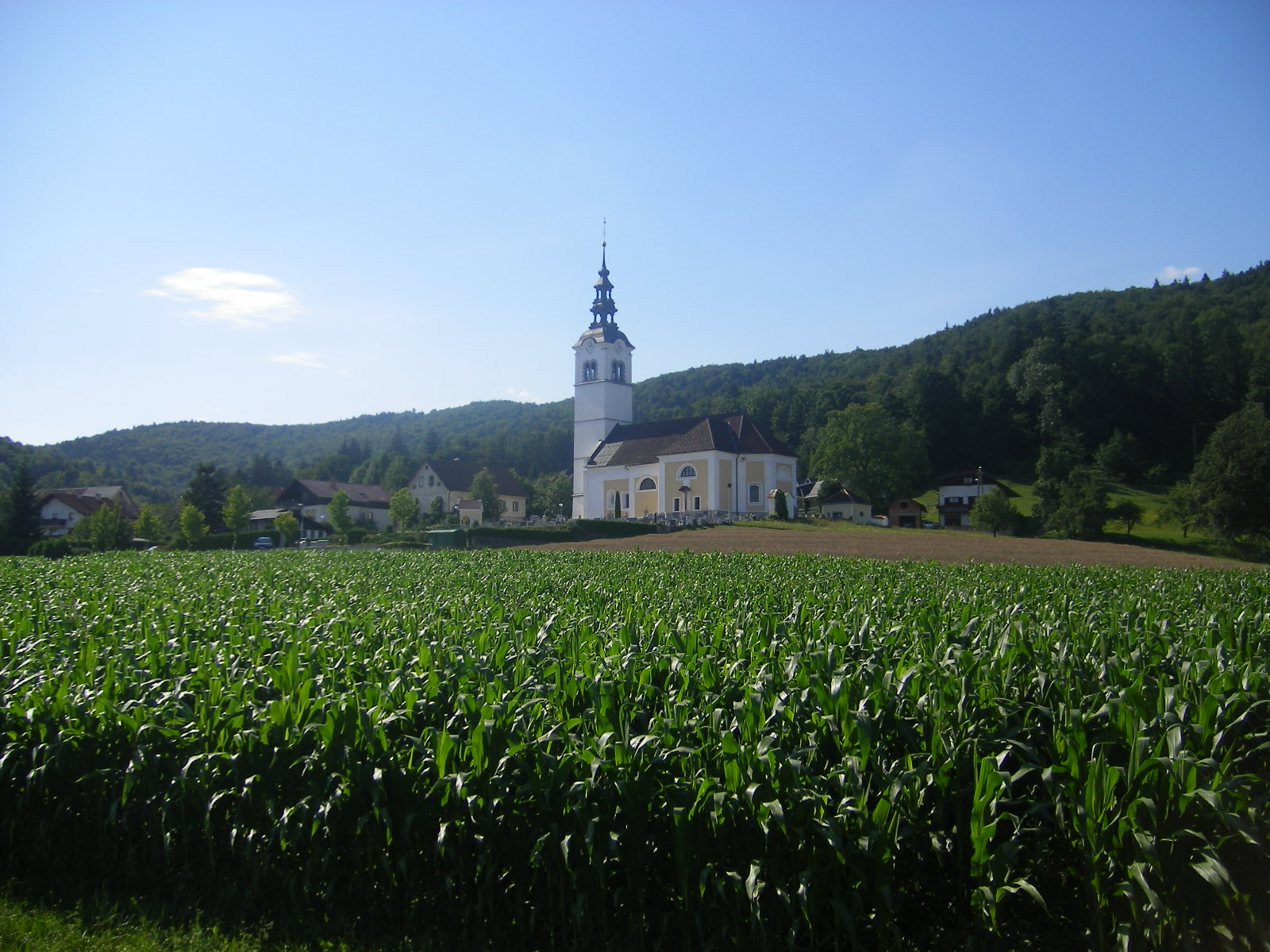
브레조비차

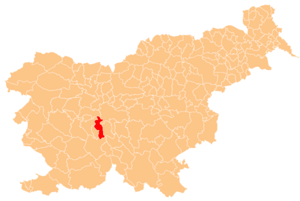
브레조비차의 위치

브레조비차(슬로베니아어: Brezovica)는 슬로베니아의 도시로 면적은 91.2km2, 인구는 9,334명(2002년 기준), 인구 밀도는 102.3명/km2이다.